# The Meteors
The Meteors (рус. Метео́ры) — сайкобилли-трио, созданное в 1980 году в Лондоне. Первая и ведущая британская сайкобилли-группа, оказавшая большое влияние на развитие жанра и молодёжной субкультуры сайкобилли.
Музыканты первого состава — гитарист Пи Пол Финик, контрабасист Найджел Льюис и ударник Марк Робертсон — взяв за основу рокабилли, стали целенаправленно сочетать его с элементами панк-рока. Обогащая свой стиль юмором, они черпали вдохновение в комиксах, книгах и фильмах, посвящённых ужасам и космической фантастике (песни «Teenagers from Outer Space» и «Graveyard Stomp»), и развивали в песнях темы маниакального синдрома («Maniac Rockers from Hell») и психоза («Rockabilly Psychosis»).
Современное звучание и оригинальная тематика стали составляющими успеха The Meteors. Последующие составы группы под неизменным лидерством Пола Финика продолжили и развили эти идеи, закрепив за группой свой бескомпромиссный лозунг «Только Метеоры являются чистым сайкобилли!» (англ. Only the Meteors are pure psychobilly!).
В 1983 году второй альбом Wreckin' Crew занял 1 место в списке британского инди-чарта. Всего, с 1980 по 1989 годы пластинки The Meteors 21 раз входили в список лучших релизов независимых компаний.
Несмотря на то, что The Meteors взяли часть своего стиля от панк-рока, они утверждают, что никак не относятся ни к политике, ни к религии. По утверждению Пола Финика, сайкобилли — это просто темная сторона рокабилли.

## История создания
История группы начинается в середине 1970-х годов, когда бессменный лидер группы, вокалист, гитарист Пи Пол Финик и басист Найджел Льюис играли рокабилли в коллективе под названием «Southern Boys».
Параллельно с этим они работают над собственным рок-н-ролльным дуэтом «Rock Therapy». В 1980 году к ним присоединяется барабанщик Марк Робетсон, до этого игравший в панк-рок-группе «The Models», дуэт, соответственно, превращается в трио и они меняют своё название на «Raw Deal».
В скором времени, под впечатлением от панк-рока, некоторых увиденных шоу, в частности концерта американской группы The Cramps (Пол позже это всячески отрицал), группа меняет манеру исполнение песен, на то, что в дальнейшем будет называться сайкобилли, также меняется и название банды, теперь они называются «The Meteors».

## Only The Meteors are pure psychobilly
В июне 1981 года группа выпускает дебютный миньон «Meteor Madness» на лейбле Асе Records. В своей «Панк энциклопедии» Олег Бочаров охарактеризовал их стиль как «грязное и беспринципное рокабилли, совмещённое с кладбищенской лирикой и психопатичным прикидом».
Музыка The Meteors интересна многим и крупная звукозаписывающая компания Island Records предлагает группе контракт, однако дебютный лонгплей «In Heaven» вышел не на самом Island, а на специально созданном компанией лейбле Lost Soul. В 1982 году группу покидают Найджел Льюис и Марк Робетсон. На смену им приходят Майкл Вайт, Вуди и Рассел Джонс. Именно этот состав записывает хит «Mutant Rock» (август 1982 года).

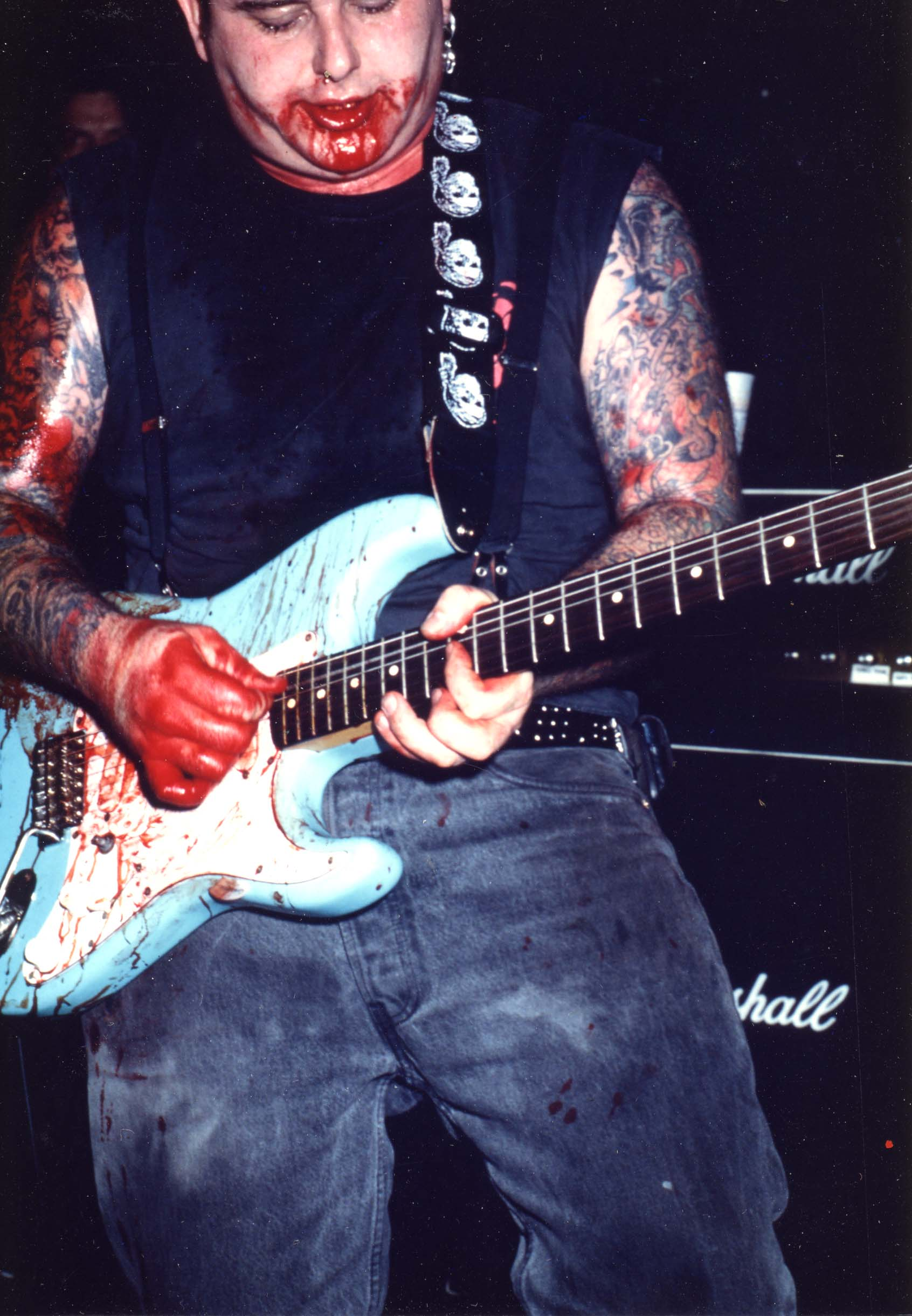
Пи Пол Финик, 2006 год

Собственно, смена состава не прекращалась в группе никогда, единственным постоянным участник был и остается Пол, что, однако, никак не сказывалось на популярности группы, каждый их новый альбом принимается «на ура» поклонниками и практически сразу становился культовым. У фанатов группы даже существует девиз — «Only The Meteors are pure psychobilly», что в переводе с английского на русский означает, что только Метеоры играют настоящее, чистое сайкобилли. Пол, порой очень не скромно, полностью это утверждение поддерживает.
В 1990-х годах многим поклонникам группы казалось, что банда прекратила своё существование. И какой неожиданностью для всех было появление новых записей группы и новых концертов, по своей мощи и энергетике не уступающих ранним Метеорам! Группа существует до сих пор и, видимо, не собирается прекращать своей деятельности, оставаясь по сей день одной из самых уважаемых и влиятельных команд в своем жанре. Кроме того Пол замечен во многих сторонних проектах с разнообразной жанровой принадлежностью.

## Дискография

### Студийные альбомы
- In Heaven (1981)
- Wreckin’ Crew (1983)
- Stampede! (1984)
- Monkey’s Breath (1985)
- Sewertime Blues (1986)
- Don’t Touch The Bang Bang Fruit (1987)
- Only The Meteors Are Pure Psychobilly (1988)
- The Mutant Monkey And The Surfers From Zorch (1988)
- Undead, Unfriendly And Unstoppable (1989)
- Bad Moon Rising (1991)
- Madman Roll (1991)
- Demonopoly (1992)
- No Surrender (1994)
- Mental Instrumentals (1995)
- Bastard Sons Of A Rock’n’Roll Devil (1997)
- The Meteors vs. The World (1999)
- Psycho Down! (2001)
- Psychobilly (2003)
- These Evil Things (2004)
- The Lost Album (2004) (CD)
- Hymns for the Hellbound (2007)
- Hell Train Rollin` (2009)
- Doing The Lord’s Work (2012)
- The Power Of 3 (2016)
- Skull N Bones (2021)
- The Curse of Blood N Bones (2021)
- Dreamin' Up a Nightmare (2021)
- 40 Days a Rotting (2024)

### Сборники и компиляции
- Home Grown Rockabilly (Alligator records) (1980) (сборник различных исполнителей, включающий три песни The Meteors)
- The Curse of the Mutants (1985)
- Teenagers from Outer Space (1986) (все треки оригинального состава, включая несколько редких неизданных треков)
- Don't Touch the Bang Bang Fruit (1987)
- Stampede & Monkey's Breath (1989)
- Undead, Unfriendly and Unstoppable Plus the Mutant Monkey and the Surfers from Zorch (1989)
- Bad Moon Rising (1991)
- The Meteors Live & the Meteors Live II (1991)
- The Best Of (1993)
- Corpse Grinder (The Best Of) (1995)
- Graveyard Stomp, the Best of the Meteors 1981–1988 (1995)
- Sewertime Blues / Don't Touch the Bang Bang Fruit (1995)
- Live, Leary and Fucking Loud! (1995)
- John Peel Sessions (1983–1985) (1996)
- From Zorch with Love: The Very Best of the Meteors 1981–1987 (1997)
- Anagram Singles Collection (2001)
- Wreckin' Live (2002)
- Meteor Club – The Best Of (2005)
- Kings of Psychobilly (2011)
- 30th Anniversary Box (2012)
- Psychobilly Rules! The Collection (2013)

### Концертные альбомы
- The Meteors Live (1983)
- Live II: Horrible Music For Horrible People by This Horrible Band (1986)
- Live and Loud!! (1987)
- Night of the Werewolf (1987)
- Live Styles of the Sick and Shameless (Live III) (1990)
- Encores (1991)
- Live 4 ... International Wreckers (1992)
- Welcome to the Wreckin’ Pit (1996)
- International Wreckers 2 (The Lost Tapes of Zorch) (1996)
- Psychobilly Revolution (1999)
- The Final Conflict (2002)
- From Beyond (2003) (запись с концерта 1981 года, на сегодняшний день единственная официальная живая запись оригинального состава)
- Hell in the Pacific (2004)
- Maniac Rockers from Hell (2012)
- Best of Life (2020) (vinyl)